# Mnesicles (architect)

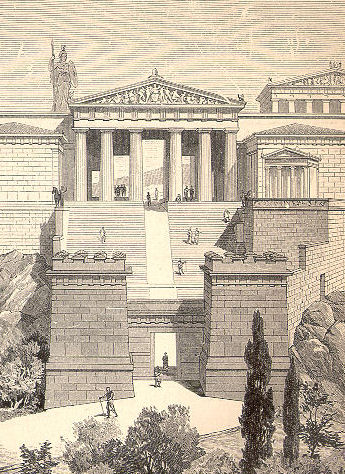
Propyleeën.

Mnesicles (Oudgrieks: Μνησικλης / Mnesikles) was een Atheens architect uit de 5e eeuw v.Chr.
Plutarchus vermeldt hem als de architect van de Propyleeën, de monumentale ingang tot de  Akropolis van Athene, die tussen 437 en 432 v.Chr. in opdracht van Perikles gebouwd werd. Door het uitbreken van de Peloponnesische Oorlog werden de Propyleeën nooit voltooid.
Omdat het Erechtheion, dat van 421 tot 405 v.Chr. werd gebouwd, op dezelfde meesterlijke wijze aan het oneffen terrein is aangepast, wordt Mnesicles ook wel als de architect van dit bouwwerk beschouwd. Het was een andere architect, Philocles, die het Erechtheion voltooide.
- Bibliothèque nationale de France: cb14967669t (data)
- Gemeinsame Normdatei: 118784323
- International Standard Name Identifier: 0000 0000 1390 5280
- Library of Congress Control Number: n91121453
- Nederlandse Thesaurus van Auteursnamen: 075004488
- Réseau des bibliothèques de Suisse occidentale: 02-A010118095
- Système universitaire de documentation: 031229123
- Union List of Artist Names: 500032581
- Virtual International Authority File: 40174412